# 井野町 (高崎市)
井野町（いのまち）は、群馬県高崎市の地名。郵便番号は370-0004。面積は1.19km2(2012年現在)

## 地理
井野川中流域の平坦地に位置している。また、井野川に五条の堀川が流入している。

### 河川
- 井野川

## 歴史
戦国時代からある地名である。江戸時代になるとはじめ高崎藩領、元禄8年に幕府領、享保2年から高崎藩領だった。

### 年表
- 1889年（明治22年）4月1日 町村制施行により、井野村は大八木村、小八木村、正観寺村、浜尻村と合併し西群馬郡中川村が成立したため、中川村の大字となる。
- 1896年（明治29年）4月1日 中川村は郡の統合（西群馬郡と片岡郡の統合）により群馬郡に所属する。
- 1944年（昭和19年）10月11日 同町に井野信号場が開設される。
- 1948年（昭和23年）12月25日 同町の井野信号場で、旅客取り扱いが開始される。
- 1955年（昭和30年）1月20日 群馬郡新高尾村の一部、碓氷郡八幡村、豊岡村とともに高崎市へ編入する。そのため高崎市井野町となる。
- 1957年（昭和32年）12月20日 同町の井野信号場は信号場から停車場に変更となる。

## 世帯数と人口
2017年（平成29年）8月31日現在の世帯数と人口は以下の通りである。
| 町丁   | 世帯数    | 人口    |
| ------ | --------- | ------- |
| 井野町 | 2,749世帯 | 5,988人 |

## 小・中学校の学区
市立小・中学校に通う場合、学区は以下の通りとなる。
| 番地・地区    | 小学校               | 中学校             |
| ------------- | -------------------- | ------------------ |
| 中尾団地、第6 | 高崎市立新高尾小学校 | 高崎市立中尾中学校 |
| 第3、第5      | 高崎市立中川小学校   | 高崎市立中尾中学校 |
| 第1、第2、第4 | 高崎市立浜尻小学校   | 高崎市立中尾中学校 |

## 交通

### 鉄道
JR東日本上越線井野駅がある。

### 道路
国道は通っていない。県道は群馬県道12号前橋高崎線、群馬県道135号井野停車場線が通っている。

## 施設
- JR東日本上越線井野駅
- 高崎市役所中川市民サービスセンター
- 井野県営住宅団地
- 高崎井野郵便局